# Henri Jibrayel

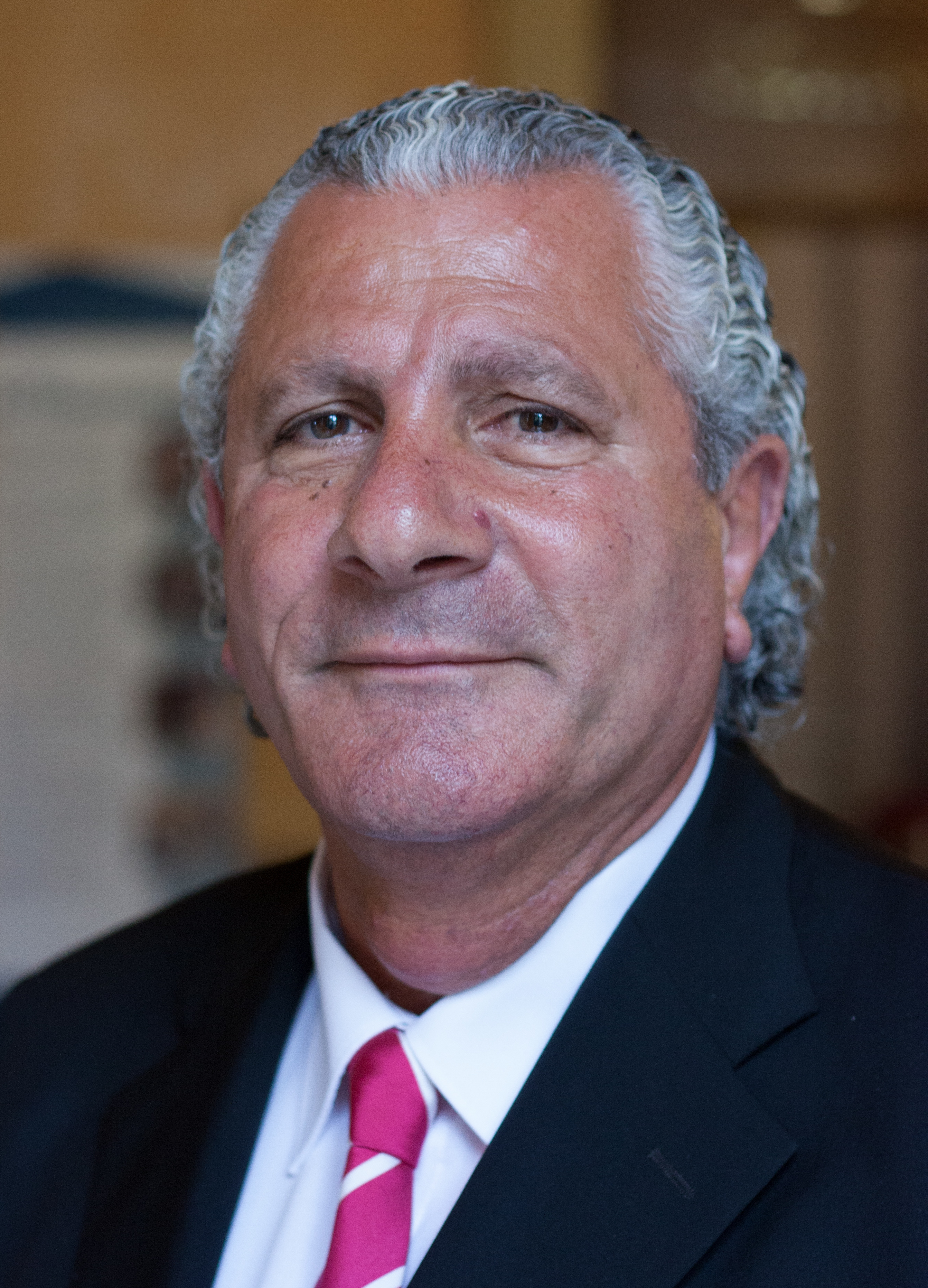
Henri Jibrayel

Henri Jibrayel (* 18. September 1951 in Marseille) ist ein französischer Politiker. Er war von 2007 bis 2017 Abgeordneter der Nationalversammlung.
Jibrayel wuchs als Nachkomme libanesischer Einwanderer in Marseille auf. Mit 14 Jahren musste er die Schule verlassen und lebte zuerst von Gelegenheitsarbeiten, ehe er beim damaligen Post- und Telekommunikationsunternehmen PTT angestellt wurde. Er engagierte sich für die Gewerkschaft der Mitarbeiter und wurde nach nur wenigen Monaten zu deren nationalem Sekretär. 1978 trat er in die Parti socialiste ein, wurde Vorsitzender der Partei im 16. Arrondissement von Marseille und Delegierter in verschiedenen regionalen und nationalen Parteigremien. 2001 zog er in den Generalrat des Départements Bouches-du-Rhône ein. Bei den Wahlen 2007 trat er für die Sozialisten im vierten Wahlkreis des Départements Bouches-du-Rhône an und zog ins Parlament ein. 2012 gelang ihm eine Wiederwahl, wobei er im siebten statt im vierten Wahlkreis antrat.
Er verlor sein Mandat bei der Wahl 2017 gegen Saïd Ahamada von La République En Marche!.
Im September 2020 wurde er wegen Veruntreuung zu dreißig Monaten Gefängnis, dem Entzug der Bürgerrechte für fünf Jahre und einer Geldstrafe von 30.000 € verurteilt.